# 시장력
경제학에서 시장력(Market power)은 기업이 한계 비용 이상으로 가격을 책정할 수 있는 힘을 의미한다. 시장의 집중도가 산업에서 소수의 기업이 차지하는 점유율에 초점을 둔다면, 시장력은 기업이 이윤극대화를 위해 얼마나 가격을 높게 책정할 수 있는지에 초점을 둔다. 산업에서 기업이 2~3개밖에 없어서 시장의 집중도가 높더라도 경우에 따라서는 기업 간의 경쟁으로 인해 경쟁시장의 가격과 별다른 차이가 나타나지 않을 수도 있으므로, 시장 집중도가 높은 경우에도 반드시 시장력이 강하다는 것을 의미하는 것은 아니다.

## 시장력의 원천
시장력의 원천은 차별화된 재화 또는 시장의 진입 장벽에 있다. 재화가 차별화되어 있을 때 소비자는 차별화된 재화의 특성에 대한 소비자의 선호가 시장력의 원천이 된다. 만약 재화가 동질적인 경우라면 가장 낮은 가격을 제시하는 공급자가 시장을 차지하게 된다. 그러나 재화가 차별화되어 있다면 제품간의 대체가 제한적이므로 경쟁 기업보다 가격을 조금 낮추는 것으로 시장을 전부 차지할 수는 없게 된다. 재화나 판매자가 구별될 수 있다는 점은 시장력을 갖기 위한 필요조건이다.
시장에서의 진입 장벽이 없다면 다른 기업이 시장으로 진입하여 개별 기업의 이윤이 감소하게 되므로 장기적으로 초과 이윤을 얻을 수 없게 된다. 진입 장벽이 존재한다면 신규 기업이 시장에 진입하는 것이 현저히 곤란해지기 때문에 시장에 있던 기존 기업은 이윤극대화를 위해 높은 가격을 책정할 수 있게 된다.
다음은 시장력의 원천이 되는 진입 장벽을 이루는 요소이다.
- 핵심적 생산요소의 통제 : 핵심적 생산요소를 어느 한 기업이 통제할 경우에 시장력이 발생한다. 예를 들어 다이아몬드 광산의 채굴권을 독점하여 온 드비어스가 있다. 핵심적 생산요소를 어느 한 기업이 통제한다면 다른 기업이 시장에 진입할 수 없게 된다.
- 자연 독점: 시장에 진입하기 위한 고정비용이 매우 크고 규모가 커질수록 평균 비용이 낮아지는 규모의 경제가 발생할 때 자연 독점이 발생한다.
- 네트워크 효과: 어떤 재화를 이용하는 이용자가 많을수록 소비자의 효용이 증가하는 경우에는 신규 기업이 시장에 진입하는 것을 막는 진입 장벽이 발생한다.
- 특허 또는 정부 규제: 연구개발에 대해 특허권을 부여해 법적인 보호를 하거나 정부가 기존의 공급자를 보호하기 위해서 법으로 신규 진입에 대한 장벽을 만들기도 한다.

## 시장력의 측정
시장력을 측정하는 데에는 러너 지수가 널리 이용된다. 러너 지수는 독점력을 측정하는 수단을 제안한 아바 러너의 이름을 따 지어졌으며, 매출액에서 독점 이윤의 비율의 개념으로 접근한다. 러너 지수는 다음 공식으로 계산한다.
{\displaystyle L={\frac {P-MC}{P}}}
여기서 P는 시장 가격, MC는 한계 비용을 의미한다. 독점 시장이 아니라 소수의 기업이 있는 과점 시장에서는 시장 전체의 러너 지수를 산출할 때 개별 기업의 한계비용을 시장 점유율의 가중치를 부여하여 산출한다.
{\displaystyle L={\frac {P-\sum _{i=1}^{N}s_{i}MC_{i}}{P}}}
{\displaystyle s_{i}}는 기업 i의 시장 점유율이고, {\displaystyle MC_{i}}는 기업 i의 한계 비용이다.

## 같이 보기
- 독점
- 불완전 경쟁